# Ganej Am
Ganej Am (hebrejsky גני עם, doslova „Zahrady národa“,v oficiálním přepisu do angličtiny Ganne Am, přepisováno též Ganei Am) je vesnice typu mošav v Izraeli, v Centrálním distriktu, v Oblastní radě Drom ha-Šaron.

## Geografie
Leží v nadmořské výšce 35 metrů v hustě osídlené a zemědělsky intenzivně využívané pobřežní nížině, respektive Šaronské planině.
Obec se nachází 10 kilometrů od břehu Středozemního moře, cca 13 kilometrů severovýchodně od centra Tel Avivu a cca 74 kilometrů jihojihozápadně od centra Haify. Leží v silně urbanizované krajině, v místech, kde na jižním okraji města Hod ha-Šaron začíná fragment zachované zemědělské krajiny podél toku řeky Jarkon, který je na jihu omezen zastavěným územím města Petach Tikva. Ganej Am obývají Židé, přičemž osídlení v tomto regionu je etnicky převážně židovské. Výjimkou je město Džaldžulja cca 5 kilometrů na východ, které je součástí takzvaného Trojúhelníku obývaného izraelskými Araby.
Ganej Am je na dopravní síť napojen pomocí místních komunikací v rámci okolní aglomerace.

## Dějiny
Ganej Am byl založen v roce 1934. Podle jiného zdroje došlo ke zřízení vesnice již roku 1932, kdy se tu v říjnu onoho roku usadily první rodiny, následované počátkem roku 1933 dalšími 30 rodinami. Mošav byl založen jako součást širšího programu Hitjašvut ha-Elef (התיישבות האלף), který měl za cíl urychlit zřizování menších zemědělských osad, které by pomohly utvořit územně kompaktní bloky židovského osídlení v tehdejší mandátní Palestině.
Původně se vesnice nazývala Irgun Magdi'el (ארגון מגדיאל), protože vyrostla jako satelitní obec při již existující osadě Magdi'el (dnes součást Hod ha-Šaron), teprve po nějaké době získala nynější jméno. První osadníci obdrželi po 6 dunamech (60 arech) půdy. Zástavba sestávala z jednoduchých obytných domů. Roku 1938 zde vyrostla nová čtvrť určená pro židovské přistěhovalce z Německa. Během arabského povstání v Palestině, které propuklo po roce 1936, byla obec vystavena opakovaným útokům.
Před rokem 1949 měl Ganej Am rozlohu katastrálního území 230 dunamů (0,23 kilometru čtverečního). Správní území obce v současnosti dosahuje 350 dunamů (0,35 kilometru čtverečního). Místní ekonomika je zčásti založena na zemědělství (pěstování citrusů a květin).

## Demografie
Podle údajů z roku 2014 tvořili naprostou většinu obyvatel v Ganej Am Židé (včetně statistické kategorie "ostatní", která zahrnuje nearabské obyvatele židovského původu ale bez formální příslušnosti k židovskému náboženství).
Jde o menší sídlo vesnického typu s dlouhodobě stagnující populací. K 31. prosinci 2014 zde žilo 242 lidí. Během roku 2014 populace klesla o 4,7 %.
| Rok            | 1948 | 1961 | 1972 | 1983 | 1995 | 2001 | 2003 | 2004 | 2005 | 2006 | 2007 | 2008 | 2009 | 2010 | 2011 | 2012 | 2013 | 2014 |
| -------------- | ---- | ---- | ---- | ---- | ---- | ---- | ---- | ---- | ---- | ---- | ---- | ---- | ---- | ---- | ---- | ---- | ---- | ---- |
| Počet obyvatel | 202  | 209  | 200  | 205  | 209  | 241  | 228  | 235  | 240  | 229  | 245  | 233  | 231  | 238  | 247  | 246  | 254  | 242  |